# Уитакер, Норман
Норман Твид Уитакер (англ. Norman Tweed Whitaker; 9 апреля 1890 — 20 мая 1975) — американский шахматист, международный мастер (1965).